# Benny Payne
Benjamin E. „Benny“ Payne (auch Bennie Payne, * 18. Juni 1907 in Philadelphia; † 2. Januar 1986 in Los Angeles) war ein US-amerikanischer Jazzpianist, Sänger und Arrangeur.

## Leben und Wirken
Payne lernte mit zwölf Jahren Klavierspiel und arbeitete im Jugendalter als Kirchenorganist in Philadelphia. Er begann seine Karriere 1926 und spielte 1928 bei Wilbur Sweatman. Fats Waller, der auch sein Mentor war, nahm 1930 mit ihm als Klavier-Duo auf (u. a. „St. Louis Blues“/„After You’ve Gone“, Victor 22371). Von 1929 bis 1931 wirkte er in Tourneeshows (u. a. mit Blackbirds of 1929 in Europa) und begleitete Elisabeth Welch und Gladys Bentley. 1930/31 war er als Sänger im Duke Ellington Orchestra tätig, mit dem es auch zu Aufnahmen kam („Wang Wang Blues“, „Rockin’ Chair“). Von 1931 bis 1943 arbeitete er als Musiker und Arrangeur bei Cab Calloway und wirkte auch bei dessen Musikfilmen mit, wie Cab Calloway's Jitterbug Party und The Singing Kid. Anschließend leistete er den Militärdienst in den Jefferson Barracks im St. Louis ab; nach der Entlassung aus der Armee spielte er bis 1946 erneut bei Calloway. 1944 hatte er ein eigenes Trio in New York, mit Everett Barksdale und Joe Benjamin, das für eine von Joe Davis organisierten Session die Bluessängerin Basil Spears begleitete.
In seinen späteren Jahren arbeitete er u. a. mit Pearl Bailey und auch als musikalischer Leiter mit dem Sänger Billy Daniels. Im Bereich des Jazz war er zwischen 1930 und 1957 an 103 Aufnahmesessions beteiligt. In den 1950er-Jahren trat er als einer der ersten afroamerikanischen Entertainer in landesweiten Fernsehen auf. 1953 hatte er einen Auftritt in Richard Quines Film Cruisin’ Down the River. Ab 1955 lebte er in Los Angeles, wo auch sein einziges Album unter eigenem Namen entstand. 1964 gastierte Payne am Broadway in einer Neuaufführung von Golden Boy mit Daniels und Sammy Davis, Jr.; kurz danach zog er sich aus dem Musikgeschäft zurück.
Payne war mit der Tänzerin Ethel Moses verheiratet.

## Diskographische Hinweise
- Sunny Side Up (Benny Payne Plays and Sings) (Kapp, 1955), mit Mundell Lowe, Trigger Alpert, Phil Flatbush, Don Lamond, Rusty Dedrick, Joe Wilder und Jonah Jones